# Mark Delgado
Mark Delgado (Glendora, 1995. május 16. –) amerikai válogatott labdarúgó, a LA Galaxy középpályása.

## Pályafutása

### Klubcsapatokban
Delgado a kaliforniai Glendora városábans született. Az ifjúsági pályafutását a LAFC Chelsea, az IMG Soccer Academy és a Cosmos Academy West csapatában kezdte, majd a Chivas USA akadémiájánál folytatta.
2012-ben mutatkozott be a Chivas USA észak-amerikai első osztályban szereplő felnőtt keretében. 2014. november 19-én a Torontóhoz igazolt. 2022. január 21-én hároméves szerződést kötött a LA Galaxy együttesével. Először a 2022. február 27-ei, New York City ellen 1–0-ra megnyert mérkőzésen lépett pályára. Első gólját 2022. május 9-én, az Austin ellen idegenben 1–0-ás győzelemmel zárult találkozón szerezte meg.

### A válogatottban
Delgado az U20-as korosztályú válogatottban is képviselte Amerikát.
2018-ban debütált a felnőtt válogatottban. Először a 2018. március 28-ai, Paraguay ellen 1–0-ra megnyert barátságos mérkőzésen lépett pályára.

## Statisztikák
2023. június 25. szerint
| Klub       | Szezon   | Osztály  | Bajnokság | Bajnokság | Kupa  | Kupa | Nemzetközi | Nemzetközi | Összesen | Összesen |
| Klub       | Szezon   | Osztály  | Meccs     | Gól       | Meccs | Gól  | Meccs      | Gól        | Meccs    | Gól      |
| ---------- | -------- | -------- | --------- | --------- | ----- | ---- | ---------- | ---------- | -------- | -------- |
| Chivas USA | 2012     | MLS      | 1         | 0         | 0     | 0    | —          | —          | 1        | 0        |
| Chivas USA | 2013     | MLS      | 16        | 0         | 0     | 0    | —          | —          | 16       | 0        |
| Chivas USA | 2014     | MLS      | 20        | 2         | 0     | 0    | —          | —          | 20       | 2        |
| Chivas USA | Összesen | Összesen | 37        | 2         | 0     | 0    | 0          | 0          | 37       | 2        |
| Toronto    | 2015     | MLS      | 21        | 3         | 0     | 0    | —          | —          | 21       | 3        |
| Toronto    | 2016     | MLS      | 29        | 2         | 3     | 0    | —          | —          | 32       | 2        |
| Toronto    | 2017     | MLS      | 31        | 3         | 3     | 1    | —          | —          | 34       | 4        |
| Toronto    | 2018     | MLS      | 28        | 2         | 4     | 0    | 9          | 0          | 41       | 2        |
| Toronto    | 2019     | MLS      | 34        | 3         | 3     | 0    | 2          | 0          | 39       | 3        |
| Toronto    | 2020     | MLS      | 20        | 0         | 0     | 0    | —          | —          | 20       | 0        |
| Toronto    | 2021     | MLS      | 30        | 3         | 3     | 0    | 4          | 0          | 37       | 3        |
| Toronto    | Összesen | Összesen | 193       | 16        | 16    | 1    | 15         | 0          | 224      | 17       |
| LA Galaxy  | 2022     | MLS      | 31        | 2         | 2     | 0    | 1          | 0          | 34       | 2        |
| LA Galaxy  | 2023     | MLS      | 18        | 1         | 3     | 0    | —          | —          | 21       | 1        |
| LA Galaxy  | Összesen | Összesen | 49        | 3         | 5     | 0    | 1          | 0          | 55       | 3        |
| Összesen   | Összesen | Összesen | 279       | 21        | 21    | 1    | 16         | 0          | 316      | 22       |

### A válogatottban
| Válogatott       | Év       | Pályára lépés | Gól |
| ---------------- | -------- | ------------- | --- |
| Egyesült Államok | 2018     | 6             | 0   |
| Összesen         | Összesen | 6             | 0   |

## Sikerei, díjai
Toronto
- MLS
  - Bajnok (1): 2017

- Kanadai Kupa
  - Bajnok (4): 2016, 2017, 2018, 2020
  - Ezüstérmes (3): 2014, 2019, 2021

- CONCACAF-bajnokok ligája
  - Döntős (1): 2018

- Campeones Cup
  - Döntős (1): 2018